# Kastanienallee (Hanau)
Die Kastanienallee in Hanau ist die mittlere von drei zentral auf den Mittelrisalit des Schlosses Philippsruhe ausgerichteten Alleen.

## Verlauf
Sie verläuft gerade in nördlicher Richtung vom Schloss, verbindet dieses mit der Fasanerie bei Hanau-Wilhelmsbad und führt bis in die Mitte der Fasanerie. Zugleich bildete diese Achse innerhalb der Fasanerie die südliche Schneise des dort zentral gelegenen Jagdsterns. Insgesamt ist sie 2,2 km lang.
In ihrem Verlauf kreuzt sie die Frankfurter Landstraße, die Frankfurt-Hanauer Eisenbahn, diese mit einer Brücke, den Beethovenplatz – eine Zufügung von 1927 – und die Maintaler Straße.
Die beiden anderen Alleen, die zentral auf den Mittelrisalit des Schlosses Philippsruhe zulaufen, sind die Philippsruher Allee (von der Stadt Hanau, von Osten) und die Burgallee aus nordwestlicher Richtung von Wilhelmsbad her.

## Bebauung
Die Allee ist mit Kastanien bepflanzt. Die heutigen stammen aus den 1960er Jahren. Die Allee wurde 1722 angelegt. In ihrer südlichen Hälfte, die innerhalb des Hanauer Ortsteils Kesselstadt verläuft, weist sie eine geschlossene Bebauung auf. Die ursprüngliche überwiegende Einzelhausbebauung, zum Teil Villen, aber auch Doppelhäuser aus der Zeit um 1900, wurde während der Luftangriffe auf Hanau im Zweiten Weltkrieg und durch die Geringschätzung der Architektur des Historismus in der Nachkriegszeit teilweise zerstört. Als Kulturdenkmäler ausgewiesen sind davon heute die Hausnummern 12/12a, 16, 34, 36/38, 44, 46, 47, 58, 70/72, 154, 155 und 157. Hinzu kommt als Kulturdenkmal die römisch-katholische Kirche St. Elisabeth (Hausnummer 68) von 1963/64.
Weiter tritt die Bebauung im Stil der neuen Sachlichkeit rund um den Beethovenplatz hinzu (siehe dazu: Beethovenplatz (Hanau)). Der Platz und seine Bebauung bilden heute den optischen Endpunkt der Anlage. Durch die unmittelbar dahinter verlaufende Maintaler Straße und die Tatsache, dass das Tor, durch das die Allee dann auf der gegenüber liegenden Straßenseite durch die die Fasanerie umgebende Mauer führt, stets geschlossen ist, ist das nördliche Ende der Allee für die Öffentlichkeit nicht mehr wahrnehmbar.

## Bedeutung
Die Kastanienallee ist ein Kulturdenkmal aufgrund des Hessischen Denkmalschutzgesetzes.